# Церово (Пазарджикская область)
Церово (болг. Церово) — село в Болгарии. Находится в Пазарджикской области, входит в общину Лесичово. Население составляет 935 человек.

## Политическая ситуация
В местном кметстве Церово, в состав которого входит Церово, должность кмета (старосты) исполняет Райна Спасова Лалина (Болгарская социалистическая партия (БСП)) по результатам выборов правления кметства.
Кмет (мэр) общины Лесичово — Иван Ангелов Стоев (коалиция в составе 2 партий: Граждане за европейское развитие Болгарии (ГЕРБ), Союз демократических сил (СДС)) по результатам выборов в правление общины.